# Peter Plavčan
Peter Plavčan (ur. 22 czerwca 1960 w Bratysławie) – słowacki ekonomista i urzędnik państwowy, od 2016 do 2017 minister edukacji, nauki, badań naukowych i sportu.

## Życiorys
Absolwent wydziału zarządzania Wyższej Szkoły Ekonomicznej w Bratysławie (1983). W 1994 uzyskał stopień kandydata nauk na Uniwersytet Komeńskiego w Bratysławie. Habilitował się w 1997 na Uniwersytecie Mateja Bela w Bańskiej Bystrzycy, a w 2005 uzyskał profesurę na Uniwersytecie Konstantyna Filozofa w Nitrze.
W latach 1984–1990 zatrudniony w instytucie zajmującym się informacją i prognozami w obszarze edukacji. Od 1991 związany z ministerstwem edukacji, nauki, badań naukowych i sportu. Był m.in. dyrektorem departamentu szkolnictwa wyższego i dyrektorem generalnym ds. szkolnictwa wyższego, nauki i badań naukowych. 23 marca 2016 stanął na czele tego resortu w trzecim rządzie Roberta Ficy. Został rekomendowany na to stanowisko przez Słowacką Partię Narodową. Ustąpił w sierpniu 2017 na skutek krytyki dotyczącej rozdzielania przez jego resort funduszy europejskich.